# Ковальов Микола Іванович
Микола Іванович Ковальов (нар. 23 жовтня 1922, село Большиє Отари, тепер Воскресенського району Нижньогородської області, Російська Федерація — ?) — радянський профспілковий діяч, голова Дніпропетровської обласної ради профспілок, голова ЦК профспілки робітників залізничного транспорту. Член Центральної Ревізійної комісії КПРС у 1981—1986 роках. Кандидат економічних наук (1970).

## Життєпис
У 1940—1945 роках — у Червоній армії, учасник німецько-радянської війни. Був курсантом Краснодарської авіаційної школи, служив штурманом авіаційної ланки, штурманом авіаційної ескадрильї 25-го запасного винищувального авіаційного полку 4-ї запасної авіаційної бригади Закавказького фронту. 
Член ВКП(б) з 1945 року.
У 1946—1951 роках — студент Дніпропетровського інституту інженерів залізничного транспорту.
У 1951—1955 роках — інструктор, завідувач промислово-транспортного відділу районного комітету КП(б)У міста Дніпропетровська; заступник завідувача промислово-транспортного відділу Дніпропетровського міського комітету КПУ.
У 1955—1958 роках — 2-й секретар Красногвардійського районного комітету КПУ міста Дніпропетровська.
У 1958 — січні 1963 року — голова Дніпропетровської обласної ради профспілок. У січні 1963 — грудні 1964 року — голова Дніпропетровської промислової обласної ради профспілок. У грудні 1964 — січні 1970 року — голова Дніпропетровської обласної ради профспілок.
У січні 1970 — січні 1982 року — голова ЦК профспілки робітників залізничного транспорту.
У січні 1982 — 1985 року — голова ЦК профспілки робітників залізничного транспорту і транспортного будівництва.
З 1985 року — персональний пенсіонер союзного значення у Москві.

## Військове звання
- лейтенант

## Нагороди
- два ордени Трудового Червоного Прапора
- орден Вітчизняної війни ІІ ст. (6.04.1985)
- орден Червоної Зірки (18.08.1945)
- орден «Знак Пошани»
- медалі